# جون إس. بول
جون إس. بول (بالإنجليزية: John S. Bull)‏ (و. 1934 – 2008 م) هو ضابط، ورائد فضاء، وطيار اختبار، ومهندس فضاء جوي أمريكي، ولد في ممفيس، تينيسي، توفي في سووث لاك تاهوي، كاليفورنيا، عن عمر يناهز 74 عاماً، بسبب ربو.

## التعليم
تعلم في جامعة رايس، وجامعة ستانفورد، وكلية الطيارين الاختباريين البحرية الأمريكية ‏.

## الخدمة العسكرية
خدم في بحرية الولايات المتحدة.